# ポルトガル海流

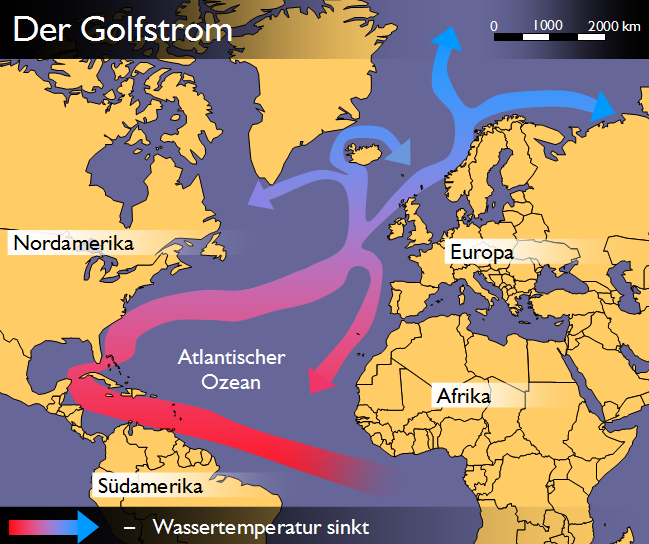
ポルトガル沿岸を南下する海流がポルトガル海流。図下側から北赤道海流→メキシコ湾流→北大西洋海流→北上し東グリーンランド海流・東進しノルウェー海流

ポルトガル海流（ポルトガルかいりゅう、Portugal Current）とはポルトガルの沿岸部にて西南へ流れる弱い暖流。この流れは北大西洋海流によって引き起こされる。